# Pseudolycaena orines
Pseudolycaena orines är en fjärilsart som beskrevs av Druce. Pseudolycaena orines ingår i släktet Pseudolycaena och familjen juvelvingar. Inga underarter finns listade.